# Bisdom Hålogaland

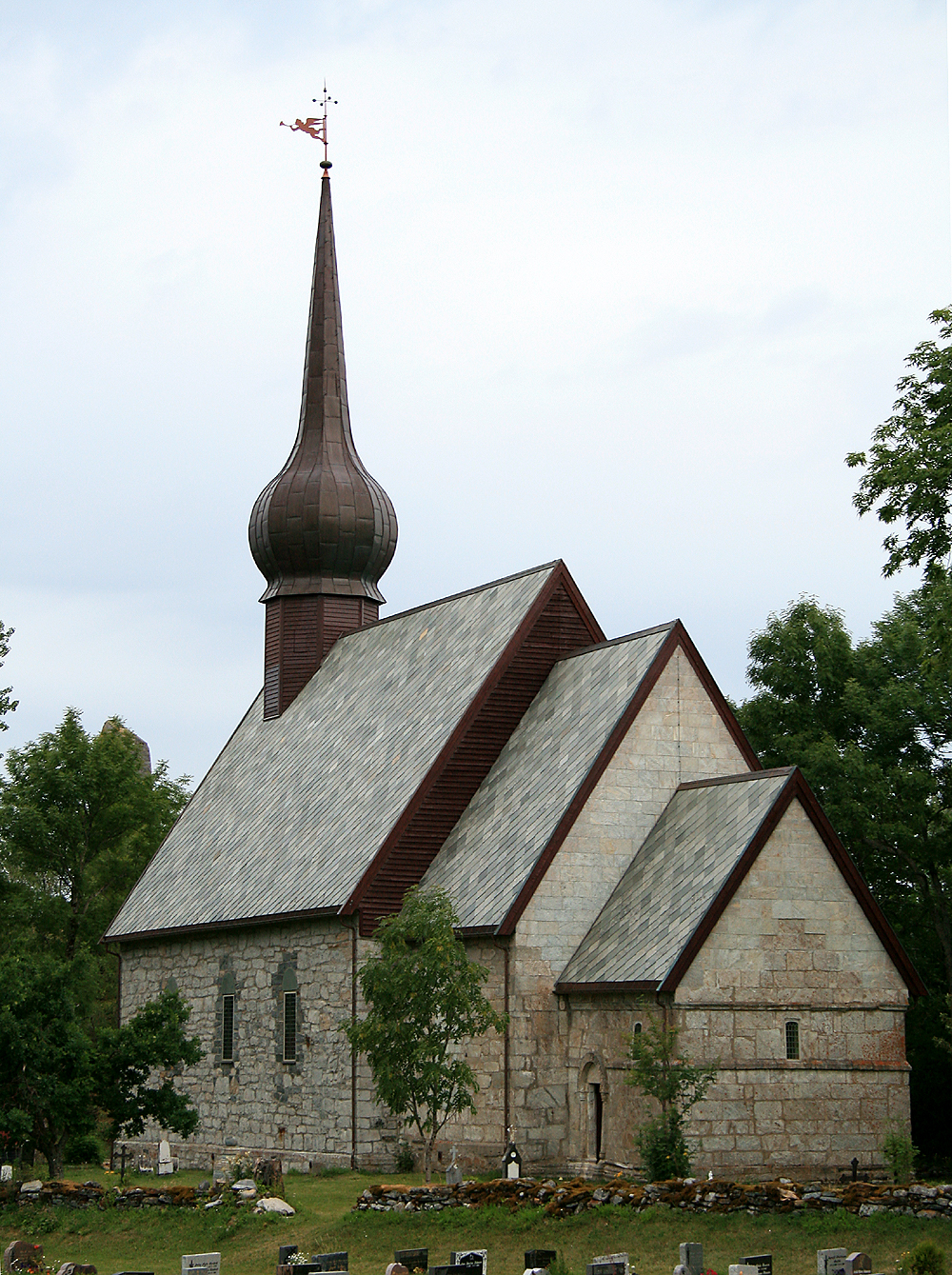
Kerk van Alstahaug, de eerste kathedraal van het bisdom

Het bisdom Hålogaland (Noors: Hålogalands bispedømme) was van 1804 tot 1952 een bisdom van de Kerk van Noorwegen. Het bisdom ontstond in 1804 als afsplitsing van het bisdom Nidaros en werd in de eerste jaren aangeduid als  bisdom Nordland en Finnmark. De eerste bisschop koos Alstahaug als zijn zetel. De middeleeuwse kerk van Alstahaug werd daarmee de eerste kathedraal van het bisdom.
In 1844 werd Noord-Noorwegen formeel als apart bisdom georganiseerd. De zetel van het bisdom werd daarbij gegeven aan Tromsø en de Domkerk van Tromsø werd daarmee de kathedraal van het uitgestrekte bisdom. Het omvatte de fylker Nordland, Troms en Finnmark, terwijl ook Spitsbergen tot het bisdom behoorde. 
In 1952 werd het bisdom gesplitst in de bisdommen Nord-Hålogaland, met zetel in Tromsø, en Sør Hålogaland met zetel in Bodø.